# Andreas Volz
Andreas Volz (* 27. September 1971 in Papua-Neuguinea) ist ein deutscher Sänger, Songwriter christlicher Popmusik und Grundschullehrer.

## Leben
Andreas Volz verbrachte die ersten Jahre seiner Kindheit in Papua-Neuguinea und besuchte dort zwischen 1980 und 1982 ein Internat, wo er Geige spielen lernte. 1981 zog die Familie wieder nach Deutschland zurück.
Volz erlernte weitere Instrumente wie Schlagzeug, Gitarre und E-Bass und hatte schließlich Gesangsunterricht. 1987 begann er selbst Lieder zu schreiben, ebenso folgten erste Auftritte. Von 1987 an war Volz zwei Jahre lang Mitsänger und Solist im CVJM-Chor Die Wasserträger. 1993 gründete er mit einigen Freunden die Rockband Turn Around, 1998 die Band Beatbetrieb und war bis 2000 deren Songwriter und Frontsänger. 2002 erschien sein Solodebüt In mir. Bis zu seinem Abschlusskonzert als Solokünstler, das Mitte 2017 in seiner Heimatstadt Kirchheim/Teck stattfand, veröffentlichte er vier weitere Solo-Alben, wirkte in über 50 Produktionen als Studiomusiker und Solist für christliche Musikproduzenten wie Albert Frey, Gerhard Schnitter und Dieter Falk mit. 2022 erschien nach einer Schaffenspause sein sechstes Solo-Album „Auf deine Weise“. Er reflektiert in diesen Songs die vergangenen Jahre seit seinem letzten Album: „Lebensmitte. Innehalten. Tempo rausnehmen. Blick zurück, Blick nach innen und Blick nach vorn“. Bis dahin schrieb er über 100 Songs.
Neben seiner hauptberuflichen Tätigkeit als Kaufmann (von 1993 bis 2018) und Lehrer engagiert er sich als Lobpreisleiter im Gottesdienst, bei Kirchentagen oder ähnlichen Veranstaltungen. Er war Mitarbeiter beim Spring-Festival.
Ab 2018 absolvierte er am Pädagogischen Fachseminar Kirchheim/Teck eine Ausbildung zum Lehrer für Musik und Sport. Ab 2021 arbeitete er als staatlich anerkannter Lehrer an der Freien Evangelischen Schule in Dettingen unter Teck. Seit September 2023 ist er an der Freihof-Grundschule, einer staatlichen Grundschule in Kirchheim unter Teck, angestellt.

## Privates
Volz ist mit seiner Frau Angela verheiratet. Das Paar hat zwei Kinder und wohnt in Kirchheim unter Teck.

## Diskografie

### Alben
| Jahr | Titel                                                 | Label              |
| ---- | ----------------------------------------------------- | ------------------ |
| 2002 | In mir                                                | Asaph Musik        |
| 2005 | Auf Augenhöhe                                         | Felsenfest         |
| 2012 | In deine Hände. Lieder, die in die Nähe Gottes führen | Hänssler Music     |
| 2014 | Solang ich atmen kann                                 | Hänssler Music     |
| 2016 | Du bist mein Halt                                     | Hänssler Music     |
| 2022 | Auf deine Weise                                       | SCM Hänssler Musik |

### Kollaborationsprojekte
| Jahr | Titel                                        | Label          |
| ---- | -------------------------------------------- | -------------- |
| 2007 | mit Anja Lehmann: Breit aus die Flügel beide | Hänssler Music |

### Konzeptprojekte
| Jahr | Titel                                                                   | Label          |
| ---- | ----------------------------------------------------------------------- | -------------- |
| 1998 | Feiert Jesus!                                                           | Hänssler Music |
| 1999 | Licht im Dunkel. Ein Weihnachts(p)o(p)ratorium                          | Hänssler Music |
| 2003 | In deinem Haus: A Tribute To Manfred Siebald                            | Gerth Medien   |
| 2004 | Singen, Beten, Loben                                                    | Hänssler Music |
| 2004 | Sonne im Herzen                                                         | Hänssler Music |
| 2005 | J wie Jesus                                                             | Hänssler Music |
| 2008 | Stille unterm Kreuz                                                     | Hänssler Music |
| 2009 | Stille vor dir                                                          | Hänssler Music |
| 2011 | Weißt du, wieviel Sternlein stehen. Die beliebtesten Kinder-Abendlieder | Hänssler Music |
| 2011 | Fröhliche Weihnachten                                                   | Hänssler Music |
| 2012 | Ich bin bei dir. Liebeslieder vom Himmel                                | Gerth Medien   |
| 2012 | Freude die von innen kommt                                              | Hänssler Music |
| 2013 | Am Ende des Tages                                                       | Hänssler Music |
| 2014 | Teil seiner Geschichte                                                  | Hänssler Music |
| 2014 | Der Herr segne dich                                                     | Hänssler Music |
| 2015 | Leuchtturm (Feiert Jesus! 21 Single)                                    | SCM Hänssler   |